# (98722) Elenaumberto
98722 Elenaumberto es un asteroide descubierto por Gianluca Masi el 22 de diciembre de 2000. Fua bautizado así en honor a los padres del descubridor: Elena Persichilli y Umberto Masi. Su nombre provisional fue 2000 YJ8.